# Halové mistrovství Evropy v atletice 2009 – běh na 3000 metrů žen
Běh na 3000 metrů žen na halovém mistrovství Evropy v atletice 2009 se konalo v italském Turíně ve dnech 6. března až 8. března 2009; dějištěm soutěže byla hala Oval Lingotto. Ve finálovém běhu zvítězila reprezentantka Turecka Almitu Bekeleová.
Anna Alminovová po zisku titulu mistryně Evropy na poloviční vzdálenosti zde neuspěla v pokusu o napodobení dvojitého vítězství Lidie Chojecké na tratích 1500 a 3000 m z předchozího šampionátu, když v posledním kole nestačila se silami na soupeřky. Sama Chojecká odstoupila již v rozběhu krátce po startu. 
| Umístění         | Sportovec          | Čas        |
| ---------------- | ------------------ | ---------- |
| Zlatá medaile    | Almitu Bekeleová   | 8:46,50 NR |
| Stříbrná medaile | Sara Moreirová     | 8:48,18 PB |
| Bronzová medaile | Mary Cullenová     | 8:48,47    |
| 4.               | Nuria Fernándezová | 8:49,49    |
| 5.               | Silvia Weissteiner | 8:50,17    |
| 6.               | Anna Alminovová    | 8:51,36    |
| 7.               | Julija Zarudněvová | 8:58,55    |
| 8.               | Ancuţa Bobocel     | 8:59,78 PB |
| 9.               | Katrina Wootonová  | 9:01,83    |
| 10.              | Jéssica Augustová  | 9:04,48    |
| 11.              | Deirdre Byrne      | 9:08,89    |
| 12.              | Inês Monteiro      | 9:14,34    |